# Ceca de Dipo
La ceca de Dipo acuñó una pequeña serie de monedas en bronce con esta leyenda latina (DIPO) a comienzos del siglo I a. C., probablemente entre los años 80 y 72 a. C., en que concluyen las denominadas Guerras Sertorianas.